# Tianchang (socken)
Tianchang (kinesiska: 天场, 天场乡) är en socken i Kina. Den ligger i provinsen Jiangsu, i den östra delen av landet, omkring 230 kilometer nordost om provinshuvudstaden Nanjing. Antalet invånare är 35298. Befolkningen består av 17 707 kvinnor och 17 591 män. Barn under 15 år utgör 20,0 %, vuxna 15-64 år 69 %, och äldre över 65 år 10,0 %.
Genomsnittlig årsnederbörd är 1 005 millimeter. Den regnigaste månaden är juli, med i genomsnitt 252 mm nederbörd, och den torraste är december, med 20 mm nederbörd.